# Nedalka
Nedalka (ryska: Недалька) är ett vattendrag i Belarus.   Det ligger i voblasten Minsks voblast, i den norra delen av landet, 90 km nordost om huvudstaden Minsk.
I omgivningarna runt Nedalka växer i huvudsak blandskog. Runt Nedalka är det ganska glesbefolkat, med 34 invånare per kvadratkilometer.